# 3500 (canción)
«3500» es una canción del cantante estadounidense de hip hop, Travis Scott con los raperos Future y 2 Chainz. Fue lanzada el 8 de junio de 2015, como el primer sencillo del álbum debut de Scott, Rodeo.
El 5 de junio de 2015, Scott anunció el título de la canción y los artistas que lo acompañarían en ella, también posteó la portada de la misma en Instagram. La canción se estrenó el 7 de junio en el festival Summer Jam 2015, y el 8 de junio fue lanzada para descarga digital en iTunes.

## Recepción
"3500" debutó en el puesto número 82 en la lista Billboard Hot 100 de EE. UU. en la semana del 27 de junio de 2015, con 43.000 copias vendidas en su primera semana. El 11 de enero de 2017, la canción fue certificada como oro por la Recording Industry Association of America (RIAA) por ventas de más de 500.000 copias digitales en los Estados Unidos.

## Posicionamiento en listas
| Lista (2015)                         | Mejor Posición |
| ------------------------------------ | -------------- |
| US Billboard Hot 100                 | 82             |
| US Hot R&B/Hip-Hop Songs (Billboard) | 25             |